# Marco Aurélio Cota (cônsul em 74 a.C.)
Marco Aurélio Cota (m. 73 a.C.; em latim: Marcus Aurelius Cotta) foi um político da gente Aurélia da República Romana eleito cônsul em 74 a.C. com Lúcio Licínio Lúculo. Seu pai, Marco Aurélio Cota, foi um pretor e sua mãe, Rutília Rufa, havia se casado antes com o seu tio, o cônsul Lúcio Aurélio Cota (119 a.C.), e era irmã de Públio Rutílio Rufo, cônsul em 108 a.C.. Portanto, Cota era tio materno do ditador Júlio César através da mãe dele, Aurélia Cota. Caio Aurélio Cota e Lúcio Aurélio Cota, cônsules em 75 e 65 a.C. respectivamente, eram seus irmãos.

## Carreira
Em sua passagem pelo cursus honorum, acredita-se que ele tenha sido pretor em 77 a.C. antes de ser eleito cônsul em 74 a.C. com Lúcio Licínio Lúculo. Logo depois de eleito, as tensões se renovaram no oriente, especialmente por conta da anexação da nova província da Bitínia, deixada como herança ao romanos por seu último rei, Nicomedes IV. Cota recebeu a missão de organizar a região com poderes proconsulares e assumiu ainda o comando da frota do Propôntida. O rei Mitrídates VI do Ponto, inconformado, invadiu a Bitínia e deu início à Terceira Guerra Mitridática. Enquanto isso, Lúculo havia recebido o comando da Gália Cisalpina, mas o procônsul da Cilícia, Lúcio Otávio, morreu à caminho e Lúculo conseguiu o posto, assumindo o comando das operações em terra contra Mitrídates.
Depois da invasão, Cota recuou suas forças para Calcedônia, onde estava ancorada a frota, enquanto Lúculo marchava através da Frígia com o objetivo de invadir o Reino do Ponto. Lúculo não havia avançado muito quando notícias chegaram informando que Mitrídates havia marchado rapidamente para o oeste e atacado Cota, forçando-o a se refugiar detrás das muralhas de Calcedônia. Sessenta e quatro navios romanos foram capturados ou queimados na Batalha de Calcedônia e Cota perdeu três mil homens. Cota só se salvou por que a atenção de Mitrídates foi desviada para outro lugar.
Depois de conseguir chegar até Nicomédia, Cota assistiu, frustrado, Mitrídates, ao saber que sua frota havia sido destruída por Lúculo, fugir da cidade e seguir por mar através do Bósforo para se refugiar em Heracleia Pôntica. Reunido a Lúculo em Nicomédia, em 73 a.C., Cota recebeu a missão de assegurar a retaguarda de Lúculo tomando Heracleia, que Mitrídates havia reforçado com uma guarnição de quatro mil homens. Depois de arrasar a costa pôntica, Cota começou o cerco de Heracleia, que levou dois anos para ser concluído e terminou no saque da cidade em 71 a.C.. Neste ínterim, Cota foi forçado a dispensar um de seus questores, Públio Ópio, que acusou de corrupção e conspiração. Ópio foi defendido no processo por Cícero.
Ao retornar a Roma, em 70 a.C., Cota foi amplamente aclamado por sua vitória em Heracleia. Porém, por volta de 67 a.C., ele foi acusado de apropriação indébita de parte do butim amealhado pelo tribuno Caio Papírio Carbão e acabou condenado e expulso do Senado Romano. Como vingança, o filho de Cota, também chamado Marco Aurélio, acusou Carbão também de extorsão.